# François Weyergans
François Weyergans (Etterbeek, 1941. augusztus 2. – Párizs, Franciaország, 2019. május 27.) belga író, filmrendező, forgatókönyvíró.

## Könyvei
- Salomé (1968)
- Le Pitre (1973)
- Berlin mercredi (1979)
- Les Figurants (1980)
- Macaire le Copte (1981)
- Le Radeau de la Méduse (1983)
- La Vie d'un bébé (1986)
- Françaises Français (1988)
- Je suis écrivain (1989)
- Rire et pleurer (1990)
- La Démence du boxeur (1992)
- Franz et François (1997)
- Trois jours chez ma mère (2005)
- Royal Romance (2012)

## Filmjei
- Béjart (1961, dokumentum-rövidfilm, forgatókönyvíró is)
- Hieronymus Bosch (1963, rövidfilm, forgatókönyvíró is)
- Statues (1964, dokumentum-rövidfilm, forgatókönyvíró is)
- Cinéastes de notre temps (1965, dokumentum tv-sorozat, egy epizód)
- Beaudelaire is gestorven in de zomer (1967, rövidfilm)
- Voleuses (1967, rövidfilm, forgatókönyvíró is)
- Aline (1967, forgatókönyvíró is)
- Un film sur quelqu'un (1972)
- Je t'aime, tu danses (1977, forgatókönyvíró is)
- Maladie mortelle (1977)
- Couleur chair (1978, forgatókönyvíró is)
- Une femme en Afrique (1985, csak forgatókönyvíró)